# Византијски војни приручници
Византијска војна литература доживела је највећи процват у 6. веку, у делима Орбикија, Прокопија и Маврикијевом Стратегикону. После тровековног прекида, заблистала је још једном у делу Тактика, Лава Мудрог. Дела каснијих писаца биле су већином компилације старијих аутора.

## Византијска тактика
Постепено пропадање класичне римске војске, чије су чврсте пешадијске формације у борби блиским оружјем могле одолети коњаницима, постало је очигледно после битке код Хадријанопоља (378), где је елитна римска пешадија на челу са царем Валенсом уништена од варварске коњице при нападу на готски утврђени логор. После тога, на бојишту преовладава коњица и бацачко оружје. То се огледа и у византијској војној литератури 6. века, у чијим се делима запажа тешња веза са праксом него у претходном периоду.
У Орбикијевом делу о ратној вештини (грч. Σπιτήδενμα), посвећеном цару Анастасију I (491-518), говори се о квадратним борбеним порецима пешадије, заштићеним са свих страна пободеним копљима ради заштите од коњице. У Историји ратова (лат. De bellis), делу од 8 књига, историчар Прокопије (умро 565) дао је преглед ратова Византије против Персијанаца, Вандала и Гота, са критичким разматрањима о ефикасности стрелаца-коњаника, месту и уптреби резерве у бици, борбеном распореду коњице. Наука о рату Византијског Анонима расправља о рату као друштвеној функцији, о науци о рату као делу науке о држави, док је ратна вештина део вештине вођења државне политике.
Стратегикон, дело које се приписује византијском цару Маврикију (582-602), најбоље је сведочанство византијског војног уређења крајем 6. века, нарочито о борбеним поступцима. Дело је, уједно, најбогатији извор о животу Словена на левој обали Дунава крајем 6. и почетком 7. века. У рукописима Марка Грка, дају се упутства за израду грчке ватре и за барут. У Византији настаје, затим, тровековни прекид.
Тактика Лава VI Мудрог (886-912), најзначајније војно дело читавог миленијума, рекапитулација је античких писаца, с освртом и на ратну вештину тог времена. У њој се огледа дефанзивна политика и стратегија тадашње Византије. У 19. глави налазе се начела поморске тактике, упутства за вођење поморске битке и примену грчке ватре. Војно-теоријска дела, Стратегикон и Књига о Церемонијама Константина VII Порфирогенита (913-959), јесу углавном, рађена на основу радова Маврикија и Лава VI, док су у Полиоркетици од Херона дата нека правила о утврђивању и тврђавској војни старијих грчких писаца. У Правилу о граничном рату Нићифор II Фока (963-969) износи тактичке поступке у одбрамбеним ратовима Византије против суседних народа. За његове владавине израђен је и Војни лексикон. Значајно је и дело Алексијада од Ане Комнине, око 1100, у којем је приказана тактика византијских поморских снага, употреба грчке ватре, а нарочито тактика у бици код Драча 1081.